# Gelis brassicae
Gelis brassicae là một loài tò vò trong họ Ichneumonidae.